# Ludwig Teller

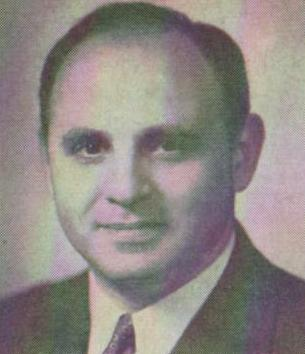
Ludwig Teller

Ludwig Teller (* 22. Juni 1911 in New York City; † 4. Oktober 1965 ebenda) war ein US-amerikanischer Jurist und Politiker. Zwischen 1957 und 1961 vertrat er den Bundesstaat New York im US-Repräsentantenhaus.

## Werdegang
Ludwig Teller wurde ungefähr drei Jahre vor dem Ausbruch des Ersten Weltkrieges im Borough von Manhattan geboren. Er besuchte öffentliche Schulen. Teller graduierte 1936 an der New York University. Er studierte Jura. Nach dem Erhalt seiner Zulassung als Anwalt 1936 begann er in New York City zu praktizieren.
Während des Zweiten Weltkrieges fungierte er 1942 als Fachberater (expert consultant) für  das National Labor Relations Board im Kriegsministerium. Daneben war er zwischen 1942 und 1946 als Trial Examiner für das New York State Labor Relations Board tätig. Ferner verpflichtete er sich in der US-Navy. Er bekleidete dort den Dienstgrad eines Senior Lieutenants. Zwischen 1943 und 1945 diente er zuerst als  Kommunikationsoffizier im Atlantikkonvoi und später als Verbindungsoffizier im Ninth Naval District in Chicago (Illinois). Nach dem Ende des Krieges war er in der United States Navy Reserve, wo er den Dienstgrad eines Lieutenant Commanders bekleidete.
Zwischen 1947 und 1950 ging er einer Beschäftigung an der Fakultät der New York University Law School nach und war 1950 Professor für Rechtswissenschaft an der New York Law School.
Politisch gehörte er der Demokratischen Partei an. Er saß zwischen 1950 und 1956 in der New York State Assembly. Bei den Kongresswahlen des Jahres 1956 für den 85. Kongress wurde er im 20. Wahlbezirk von New York in das US-Repräsentantenhaus in Washington, D.C. gewählt, wo er am 4. Januar 1957 die Nachfolge von Irwin D. Davidson antrat. Er wurde einmal wiedergewählt. 1960 erlitt er sowohl bei der demokratischen Nominierung als auch als Kandidat der Liberalen für den 87. Kongress jeweils eine Niederlage und schied nach dem 3. Januar 1961 aus dem Kongress aus.
Nach seiner Kongresszeit nahm er wieder seine Tätigkeit als Anwalt in New York City auf, welche er dort bis zu seinem Tod am 4. Oktober 1965 ausübte. Sein Leichnam wurde auf dem Union Fields Cemetery in Jamaica (Queens) beigesetzt.